# Freshwater Creek (Cambridge Bay)
Der Freshwater Creek (freshwater englisch für „Süßwasser“, creek für „kleinerer Fluss“) ist ein Fluss im Süden von Victoria Island im kanadischen Territorium Nunavut.

## Verlauf
Der Freshwater Creek bildet den 2,4 km langen Abfluss des 41,6 km² großen und etwa 11 m hoch gelegenen Sees Iqaluktuuttiaq (vormals „Greiner Lake“ und „Ekaloktotiak“). Er fließt nach Südwesten und mündet in die Cambridge Bay, eine Bucht an der Dease Strait. Die Flussmündung befindet sich 2 km nordöstlich der Siedlung Cambridge Bay. Oberhalb der Flussmündung überquert eine Straße von Cambridge Bay kommend den Fluss und folgt diesem entlang dessen linken Flussufer ins Inselinnere zum Ovayok Territorial Park.  

## Hydrologie
Der Freshwater Creek entwässert ein 1490 km² (nach anderen Quellen 1532 km²) großes Areal. Etwa 800 m oberhalb der Mündung befindet sich ein Abflusspegel. Der mittlere Abfluss (MQ) beträgt 4,32 m³/s. Im Juli führt der Fluss gewöhnlich die größte Wassermenge mit im Mittel 25,9 m³/s.

## Flusfauna
Im Freshwater Creek kommt der Wandersaibling (Salvelinus alpinus) vor.